# Historia general de la naturaleza y teoría del cielo
La Historia general de la naturaleza y teoría del cielo (Allgemeine Naturgeschichte und Theorie des Himmels) es una obra de Immanuel Kant, que escribió en 1755 y publicó anónimamente en el mismo año.
El título original completo es: Allgemeine Naturgeschichte und Theorie des Himmels, oder Versuch von der Verfassung und dem mechanischen Ursprunge des ganzen Weltgebäudes nach Newtonischen Grundsätzen abgehandelt, traducible por: «Historia general de la naturaleza y teoría del cielo, o ensayo sobre la constitución y el origen mecánico de todo el edificio del mundo, tratado según principios newtonianos».
Para Kant, nuestro sistema solar es una versión en miniatura de los sistemas observables de las llamadas estrellas fijas, como por ejemplo nuestro sistema de la Vía Láctea y otras galaxias. Así, en su opinión, los sistemas solares y las galaxias nacen y desaparecen periódicamente a partir de una protonebulosa, proceso en el que se condensan los planetas separados. Con esta teoría, se acerca a las ideas actuales sobre cosmogonía más que su contemporáneo Pierre-Simon Laplace (1796). De todos modos, a menudo se habla de ambas teorías como una sola, la teoría de Kant-Laplace sobre el origen del sistema solar, también conocida como la teoría de la nebulosa protosolar. 
En la tercera parte el libro, «Sobre los habitantes de los astros» («Von den Bewohnern der Gestirne»), Kant desarrolla una teoría de la vida extraterrestre.

## Contenido

### Prefacio
Tras la dedicatoria al rey Federico II el Grande, Kant expone en el prefacio las dificultades religiosas que conllevaba en su tiempo una deducción mecanicista de la Creación; él, sin embargo, cree conciliables mecanicismo y religión: justo la exactitud y perfección de las leyes mecánicas apunta a su origen divino; lo mismo puede decirse de la independencia de la naturaleza, muestra de la potencia divina al crearla. Kant cree, además, que el mecanicismo y el finalismo son conciliables: así, por ejemplo, mediante las leyes mecánicas se ha pasado del inicial caos al buen orden del cosmos. Kant afirma que tiene que haber una causa primordial de la naturaleza y su armonía, la cual es Dios. El prólogo se completa con algunas observaciones metodológicas sobre la obra, incluyendo el reconocimiento de sus deficiencias matemáticas —que confía en que serán corregidas con el tiempo, confirmándose así la teoría expuesta—, así como la mención de algunas de sus principales influencias: Descartes (de quien elogia el método y la búsqueda de sencillez en la formulación de leyes naturales), Newton, Wright de Durham (que sugirió en 1751 que las estrellas fijas eran partes de sistemas de astros), Maupertuis (que consideraba que las nebulosas eran sistemas de estrellas).
Antes de entrar en la obra propiamente dicha, Kant ofrece un índice desarrollado de la misma y un esquema de los conceptos básicos del sistema universal de Newton, necesarios para entender el libro: la ley de la inercia, los conceptos de atracción y gravitación, etc.

### Primera parte
Encabezada por una cita del poeta inglés Alexander Pope, la primera parte, titulada «Esquema de la constitución sistemática entre las estrellas fijas, y asimismo de la pluralidad de tales sistemas de estrellas fijas», comienza tratando sobre la constitución sistemática de las estrellas fijas y sobre la infinitud del mundo. A pesar del aparente desorden de las llamadas estrellas fijas, en realidad existe un orden de ellas. Por ejemplo, la Vía Láctea se encuentra en un plano (Kant ofrece una hipótesis sobre la razón de ese hecho), de forma similar a lo que sucede con el sistema solar, lo que viene a mostrar la analogía y la homogeneidad de las leyes de la naturaleza. La Vía Láctea es, en fin, un sistema de las estrellas; las nebulosas de Maupertuis son otras tantas «vías lácteas». Cabe inferir el concepto de un sistema superior al que se subordinen esos sistemas, las galaxias. Tras nuevas reflexiones sobre la infinitud abismal del universo, muestra para Kant de la potencia divina, el autor concluye esta parte lanzando hipótesis, a partir de la ley de la continuidad en la naturaleza (natura non facit saltus), sobre la posibilidad de que haya planetas más allá de Saturno en el sistema solar, sobre la excentricidad de las órbitas, la distancia de los planetas respecto al sol y sobre los cometas (que serían siguiente paso de la serie planetaria).

### Segunda parte
La segunda parte tiene el largo título: «Sobre el estado primitivo de la naturaleza. La formación de los cuerpos celestes. Las causas de su movimiento y su relación sistemática, tanto dentro de la estructura planetaria en especial como también respecto de toda la Creación». Como la primera parte, la segunda se presenta con una cita de Pope como lema; pero, a diferencia de aquella, se divide en diversos capítulos.

#### Capítulo 1: «Sobre el origen de la estructura planetaria en general y de las causas de sus movimientos»
Hay indicios, cree Kant, de una causa única del movimiento conjunto del sistema solar. Newton, no sabiendo explicar la razón, saltó al supuesto de la intervención directa de la mano de Dios como causa de dicho movimiento. Kant, en cambio, considera que hay que conciliar la teoría newtoniana de la gravitación con este hecho inexplicado: lo cual es posible mediante una «historia del cielo». En este libro, dice Kant, esa historia se presenta como hipótesis, pero es contrastable matemáticamente. En el constructo de Kant, se parte del supuesto de un caos inicial de la materia y los elementos; ahora bien, la materia tiene una tendencia (impresa por Dios) a autoorganizarse. El movimiento desde ese caos inicial comienza por la fuerza de atracción gravitatoria. A esta se opone, según Kant, la fuerza de repulsión; el resultado del conflicto de estas fuerzas antagónicas son los movimientos curvos. Tomando el sistema solar como modelo, Kant explica cómo se formó probablemente el sol, cómo surgieron órbitas y los planetas alrededor del sol, por qué estas órbitas se desplegaron en un plano común. También explica la razón de la excentricidad de las órbitas (que no forman círculos exactos) y de las irregularidades en el plano común.

#### Cap. 2. «Sobre la diferente densidad de los planetas y la relación de sus masas»
En este capítulo, Kant explica la razón de las diferencias de densidad entre los distintos planetas, a la vez que critica a Newton, de nuevo, por haber recurrido al finalismo teológico para dar cuenta de aquellas. Se habla también de la relación entre la densidad del Sol y la de los planetas, las relaciones entre las densidades de éstos así como entre los planetas y sus satélites; a continuación, se hace lo propio respecto a las masas de los planetas. Se calcula, además, la probable densidad del caos inicial de la materia. La teoría que Kant presenta se confirma gracias a Buffon, que determinó que la media de la densidad de los planetas equivale a la del sol.

#### Cap. 3. «Sobre la excentricidad de las órbitas planetarias y del origen de los cometas»
Conforme al leibniziano principio de continuidad («la naturaleza no da saltos»), Kant considera que los cometas solo son distintos de los planetas en el grado, además de suponer que debe haber otros planetas después de Saturno (cosa que se ignoraba en 1755). Tras tratar el tema de la excentricidad de las órbitas y en particular de los casos de Marte y Mercurio, el resto del capítulo se consagra al movimiento de los cometas, su formación y su constitución.

#### Cap. 4. «Sobre el origen de la luna y de los movimientos de los planetas alrededor de su eje»
En el cuarto capítulo, Kant trata sobre el origen de los satélites o lunas, sobre el origen de su movimiento y el plano en que este se desarrolla. Habla además de qué condiciones se requieren para que un planeta tenga lunas; la relación de la rotación del planeta con el movimiento de sus satélites, etc. Comenta también, sin resolverlo, el problema de la rotación de la Luna terrestre, materia de un concurso planteado en 1754 por la Academia Berlinesa de las Ciencias. Después de esto, explica que la inclinación de los ejes de los planetas se debe al reparto desigual de la materia en ellos, y especialmente a las desigualdades en la superficie de los planetas. El eje de Júpiter es perpendicular al plano común de las órbitas planetarias, según Kant, porque aún es un planeta en formación. El capítulo concluye tratando sobre la excentricidad de Saturno.

#### Cap. 5. «Sobre el origen del anillo de Saturno y cálculo de la rotación diaria de este planeta según sus relaciones»
En este capítulo se trata el tema de la formación de Saturno, que habría sido, según Kant, similar a la de los cometas, y se ofrece una explicación mecánica del origen de los anillos de Saturno. Tras un excurso en el que Kant vuelve a decir que la naturaleza, en su paso del caos al orden, muestra de la inteligencia de Dios, mostrándose en la disposición del cosmos una armonía que beneficia a todos los seres, se vuelve a los temas relacionados con Saturno: Kant trata sobre la velocidad de rotación de este planeta, a lo que sigue una hipótesis sobre su achatamiento (achatamiento que en ese momento, dice Kant, no se había observado todavía), recurriendo a las opiniones de Huygens y Newton sobre la relación de la fuerza de atracción gravitatoria de los planetas con la densidad de estos. Pasa de nuevo entonces a los anillos de Saturno, hablando sobre su velocidad de rotación y lanzando otra hipótesis, esta vez para explicar la existencia de intervalos de separación entre los anillos. Entre los planetas del sistema solar, solo Saturno tiene anillos y éstos proceden en su origen, para Kant, del propio planeta. El capítulo concluye con el supuesto ficticio de que hubiera habido un anillo de la Tierra; el supuesto concuerda aparentemente, observa Kant, con ciertos pasajes del Génesis.

#### Cap. 6. «Sobre la luz zodiacal»
En el breve capítulo sexto, Kant expone su opinión sobre la cuestión de si existe un anillo del Sol. Concluye que la luz zodiacal, o la corona solar, si es un anillo, en todo caso no es uno como el de Saturno.

#### Cap. 7. «Sobre la Creación en todo el alcance de su infinitud, tanto en el espacio como en el tiempo»
El séptimo capítulo de la segunda parte no solo es uno de los más largos sino también uno de los más especulativos. Kant comienza hablando del asombro que nos produce la contemplación del universo, asombro que crece considerando que todo en él arranca de una única ley que determinó su formación: la ley de atracción y replusión. De forma análoga a nuestro sistema solar, Kant cree que la Vía Láctea es a su vez un gran sistema de soles, con un sol central; y otro tanto serían las otras galaxias, como las cuales determina a las nebulosas. Tras esto, Kant pasa a la cuestión de la magnitud de la Creación, del universo: ¿es este infinito? Kant cree que sí: solo un universo infinito puede dar la medida auténtica de la omnipotencia divina. Asimismo, este mundo infinito tiene que ser un sistema único (universo propiamente dicho); si hubiese solo mundos separados, se produciría el caos. Así, Kant postula que ha de haber un centro del universo. En este, la densidad de la materia sería mucho mayor. Además, en analogía con lo dicho sobre la formación del sistema solar, el universo tuvo que formarse a partir de este centro. Habría, pues, una «Historia» del universo, en la cual se daría cada vez más un mayor perfeccionamiento. Las zonas exteriores serían las más jóvenes... Esta historia tendría, ciertamente, un comienzo –la Creación divina–, pero se proyectaría al infinito en el futuro. Kant confiesa que su hipótesis es osada y que reposa fundamentalmente en razonamientos analógicos, pero considera que tiene mucho a su favor. En las últimas páginas del capítulo, Kant habla además de la fertilidad de la naturaleza, del ciclo perpetuo de muerte y nacimiento, según una ley de compensación (todo lo que nace perece). Según esto, igual que sucede con las flores o los insectos, cabe postular la destrucción de mundos (la cual ya fue anunciada por Newton). La providencia divina, en efecto, usa también de la destrucción para sus fines. De este modo se renuevan las partes más viejas y la naturaleza viene a ser como el ave Fénix. El universo, en fin, está en constante crecimiento, dirigiéndose hacia la perfección. Kant concluye donde comenzó: con el asombro humano ante el universo, que suscita en nosotros la aspiración a llegar Dios y a alcanzar la felicidad de la unión con el Ser infinito.

#### Apéndice al cap. 7: «Teoría general e historia del Sol»
¿Por qué el centro del sistema solar es un cuerpo ardiente? Kant trata esta cuestión en el apéndice al capítulo séptimo, así como del problema de si con el tiempo se consumirá el aire que alimenta el fuego solar: cuestión esta última que contesta afirmativamente: finalmente el sol se apagará, y hay muchos otros soles que se hallan en proceso de extinción. Otras cuestiones de abordan en este apéndice: Primero, como se dijo, Kant cree que existe un centro del sistema universal; en una nota, conjetura que podría tratarse de la estrella Sirio. Ese sol central, en todo caso, no puede compararse con Dios, que es ubicuo (contra Wright). Finalmente, Kant habla de la ubicación física de los seres racionales en ese sistema solar: su perfección sería mayor cuanto mayor fuese su alejamiento con respecto a aquel centro del universo. Habría, en el tiempo y en el espacio, un acercamiento progresivo, asintótico, a la perfección divina.

#### Cap. 8: «Prueba general de la exactitud de una teoría mecánica de la estructura del orden universal y especialmente de la certeza respecto de la presente teoría»
Kant considera que en el sistema universal hay necesidad y plan, no azar. Se plantea la cuestión de si Dios solo lo puso en marcha, o bien si su concurso es necesario a cada momento. Lo último exigiría un perpetuo milagro y resultaría un concepto de una naturaleza ciega. Se plantea una disyuntiva: a) si la naturaleza es imperfecta y necesita a Dios, entonces este existe, pero es imperfecto (pues no fue capaz de crear una naturaleza que subsistiera de manera autónoma); b) si la naturaleza no necesita a Dios, entonces sería obra de un Dios perfecto, pero ¿cómo saber entonces que existe este? Para Kant, las leyes de la naturaleza, tan perfectas, apuntan a que su causa tuvo que ser un único Ser (Dios). El mundo se explica por meras leyes mecánicas. Tras esta introducción, Kant pasa al tema principal del capítulo: ofrecer confirmaciones de la teoría dada en el libro; si bien continúa intercalando reflexiones teológicas. Comienza recordando que el plano y el sentido comunes del movimiento de los planetas coincide con el de la rotación solar. La imperfección de los círculos –propiamente elipses– contradice la creencia de que Dios practica la Geometría; para Kant, esas imperfecciones del mundo muestran que este no es obra directa de Dios a la vez que esos defectos son signo de la inagotabilidad de la naturaleza. Newton, al no saber explicar la fuerza centrífuga y la causa de que los planetas se muevan alrededor del sol, hace intervenir un deus ex machina. La solución que propone Kant se obtiene por medio de la historia del cielo. La causa inicial de la formación del sistema, a partir del caos inicial, es la propia ley de la gravedad. La teoría se confirma además por la densidad de los planetas, cuyas masas están en relación con la distancia al sol. Kant ofrece una explicación de las distancias entre los planetas e incluso anticipa que habría un planeta más allá de Saturno. Buffon ofrece una confirmación de la explicación que Kant da de las distancias. Terminando el capítulo, Kant considera que mecanicismo y finalidad son conciliables, y da por bueno el argumento teleológico.

### Tercera parte
Esta última parte habla sobre la habitabilidad en las distintas estrellas en el cosmos.

## Ediciones de la obra

### En alemán
- Allgemeine Naturgeschichte und Theorie des Himmels, oder Versuch von der Verfassung und dem mechanischen Ursprunge des ganzen Weltgebäudes nach Newtonischen Grundsätzen abgehandelt. Königsberg y Leipzig, 1755, publicada anónimamente.
- En la edición de la Academia de las obras de Kant (Kants Werke, o Kant's gesammelte Schriften, Akademie-Textausgabe, Walter de Gruyter, 1902-1955), la obra de 1755 figura en el tomo I, pp. 215-368.

### En español
- Historia natural [sic] de la naturaleza y teoría del cielo. Trad. de P. Merton. Buenos Aires, Lautaro, 1946. (Contiene también el texto de P. S. Laplace Origen del sistema solar.)
- Historia general de la naturaleza y teoría del cielo. Trad. de J.E. Llunqt y prólogo de A. Llanos; Buenos Aires, Juárez Editor -El Ateneo, 1969.